# Michael Beauchamp
Michael Francis Beauchamp (Sydney, Nova Gales do Sul, 8 de Março, 1981) é um ex-futebolista australiano que atuava como zagueiro.

## Seleção naacional
Beauchamp fez parte do elenco da seleção australiana convocada para a Copa do Mundo FIFA de 2006 e Copa do Mundo FIFA de 2010 e na Copa da Ásia de 2007.

## Títulos
1. FC Nürnberg
- Copa da Alemanha: 2007